# You (Ten Sharp)
You is een nummer van de Nederlandse band Ten Sharp. Het verscheen in februari 1991 op vinylsingle, cd-single en het album Under the water-line, eveneens uit 1991. Het werd geschreven door bandlid Niels Hermes en Ton Groen; de tweede helft van het duo, Marcel Kapteijn, zong het nummer.

## Achtergrond
De single werd een hit en bereikte de top 4 van in elk geval negen Europese landen.
In Nederland was de plaat op zondag 17 maart 1991 de 368e Speciale Aanbieding bij de KRO op Radio 3 en werd een gigantische hit in de destijds twee hitlijsten op de nationale publieke popzender. De plaat bereikte de 3e positie in de Nederlandse Top 40 en stond 11 weken in de hitlijst genoteerd. In de Nationale Top 100 bereikte de single eveneens de 3e positie en stond maar liefst 16 weken genoteerd in deze lijst.
In België bereikte de plaat de 11e positie in de voorloper van de Vlaamse Ultratop 50 en de 26e positie in de Vlaamse Radio 2 Top 30.
De plaat staat sinds de eerste editie in december 1999 steevast genoteerd in de jaarlijkse NPO Radio 2 Top 2000 van de Nederlandse publieke radiozender NPO Radio 2.

## Andere uitvoeringen
- In 2015 verscheen de salsaversie van de Nederlandse trompettiste Maite Hontelé.
- In 2016 werd You in het programma Ali B op volle toeren onder handen genomen door rapper Cho, in ruil voor een Engelstalige bewerking van Misschien.
- In 2018 vertolkte Jeroen van der Boom You tijdens Toppers in Concert. Deze liveversie werd vanwege de enthousiaste ontvangst van de bezoekers opnieuw uitgebracht.

## Tracks
single (7", 45 toeren)
1. "You" - 4:35
2. "You" (instrumentale versie) - 4:24

Maxi-single (cd)
1. "You" - 4:35
2. "When the snow falls" - 5:13
3. "White gold" - 3:30
4. "You" (instrumentale versie) - 4:24

## Hitnoteringen

### Nederlandse Top 40
| Nederlandse Top 40: 06-04-1991 t/m 15-06-1991 | Nederlandse Top 40: 06-04-1991 t/m 15-06-1991 | Nederlandse Top 40: 06-04-1991 t/m 15-06-1991 | Nederlandse Top 40: 06-04-1991 t/m 15-06-1991 | Nederlandse Top 40: 06-04-1991 t/m 15-06-1991 | Nederlandse Top 40: 06-04-1991 t/m 15-06-1991 | Nederlandse Top 40: 06-04-1991 t/m 15-06-1991 | Nederlandse Top 40: 06-04-1991 t/m 15-06-1991 | Nederlandse Top 40: 06-04-1991 t/m 15-06-1991 | Nederlandse Top 40: 06-04-1991 t/m 15-06-1991 | Nederlandse Top 40: 06-04-1991 t/m 15-06-1991 | Nederlandse Top 40: 06-04-1991 t/m 15-06-1991 | Nederlandse Top 40: 06-04-1991 t/m 15-06-1991 |
| Week:                                         | 1                                             | 2                                             | 3                                             | 4                                             | 5                                             | 6                                             | 7                                             | 8                                             | 9                                             | 10                                            | 11                                            |                                               |
| --------------------------------------------- | --------------------------------------------- | --------------------------------------------- | --------------------------------------------- | --------------------------------------------- | --------------------------------------------- | --------------------------------------------- | --------------------------------------------- | --------------------------------------------- | --------------------------------------------- | --------------------------------------------- | --------------------------------------------- | --------------------------------------------- |
| Positie                                       | 26                                            | 12                                            | 7                                             | 4                                             | 3                                             | 3                                             | 4                                             | 8                                             | 12                                            | 21                                            | 29                                            | uit                                           |

### Nationale Top 100
| Nationale Top 100: 23-03-1991 t/m 06-07-1991 | Nationale Top 100: 23-03-1991 t/m 06-07-1991 | Nationale Top 100: 23-03-1991 t/m 06-07-1991 | Nationale Top 100: 23-03-1991 t/m 06-07-1991 | Nationale Top 100: 23-03-1991 t/m 06-07-1991 | Nationale Top 100: 23-03-1991 t/m 06-07-1991 | Nationale Top 100: 23-03-1991 t/m 06-07-1991 | Nationale Top 100: 23-03-1991 t/m 06-07-1991 | Nationale Top 100: 23-03-1991 t/m 06-07-1991 | Nationale Top 100: 23-03-1991 t/m 06-07-1991 | Nationale Top 100: 23-03-1991 t/m 06-07-1991 | Nationale Top 100: 23-03-1991 t/m 06-07-1991 | Nationale Top 100: 23-03-1991 t/m 06-07-1991 | Nationale Top 100: 23-03-1991 t/m 06-07-1991 | Nationale Top 100: 23-03-1991 t/m 06-07-1991 | Nationale Top 100: 23-03-1991 t/m 06-07-1991 | Nationale Top 100: 23-03-1991 t/m 06-07-1991 | Nationale Top 100: 23-03-1991 t/m 06-07-1991 |
| Week:                                        | 1                                            | 2                                            | 3                                            | 4                                            | 5                                            | 6                                            | 7                                            | 8                                            | 9                                            | 10                                           | 11                                           | 12                                           | 13                                           | 14                                           | 15                                           | 16                                           |                                              |
| -------------------------------------------- | -------------------------------------------- | -------------------------------------------- | -------------------------------------------- | -------------------------------------------- | -------------------------------------------- | -------------------------------------------- | -------------------------------------------- | -------------------------------------------- | -------------------------------------------- | -------------------------------------------- | -------------------------------------------- | -------------------------------------------- | -------------------------------------------- | -------------------------------------------- | -------------------------------------------- | -------------------------------------------- | -------------------------------------------- |
| Positie:                                     | 92                                           | 75                                           | 47                                           | 25                                           | 9                                            | 5                                            | 4                                            | 3                                            | 3                                            | 6                                            | 10                                           | 14                                           | 23                                           | 31                                           | 48                                           | 75                                           | uit                                          |

### Vlaamse Radio 2 Top 30
| Radio 2 Top 30: 25-05-1991 t/m 27-06-1991 | Radio 2 Top 30: 25-05-1991 t/m 27-06-1991 | Radio 2 Top 30: 25-05-1991 t/m 27-06-1991 | Radio 2 Top 30: 25-05-1991 t/m 27-06-1991 | Radio 2 Top 30: 25-05-1991 t/m 27-06-1991 | Radio 2 Top 30: 25-05-1991 t/m 27-06-1991 | Radio 2 Top 30: 25-05-1991 t/m 27-06-1991 | Radio 2 Top 30: 25-05-1991 t/m 27-06-1991 | Radio 2 Top 30: 25-05-1991 t/m 27-06-1991 | Radio 2 Top 30: 25-05-1991 t/m 27-06-1991 | Radio 2 Top 30: 25-05-1991 t/m 27-06-1991 | Radio 2 Top 30: 25-05-1991 t/m 27-06-1991 | Radio 2 Top 30: 25-05-1991 t/m 27-06-1991 | Radio 2 Top 30: 25-05-1991 t/m 27-06-1991 | Radio 2 Top 30: 25-05-1991 t/m 27-06-1991 | Radio 2 Top 30: 25-05-1991 t/m 27-06-1991 | Radio 2 Top 30: 25-05-1991 t/m 27-06-1991 | Radio 2 Top 30: 25-05-1991 t/m 27-06-1991 | Radio 2 Top 30: 25-05-1991 t/m 27-06-1991 | Radio 2 Top 30: 25-05-1991 t/m 27-06-1991 | Radio 2 Top 30: 25-05-1991 t/m 27-06-1991 | Radio 2 Top 30: 25-05-1991 t/m 27-06-1991 | Radio 2 Top 30: 25-05-1991 t/m 27-06-1991 | Radio 2 Top 30: 25-05-1991 t/m 27-06-1991 | Radio 2 Top 30: 25-05-1991 t/m 27-06-1991 |
| Week:                                     | 1                                         | 2                                         | 3                                         | 4                                         | 5                                         |                                           | 6                                         | 7                                         | 8                                         | 9                                         | 10                                        | 11                                        | 12                                        | 13                                        | 14                                        | 15                                        | 16                                        | 17                                        | 18                                        | 19                                        | 20                                        | 21                                        | 22                                        |                                           |
| ----------------------------------------- | ----------------------------------------- | ----------------------------------------- | ----------------------------------------- | ----------------------------------------- | ----------------------------------------- | ----------------------------------------- | ----------------------------------------- | ----------------------------------------- | ----------------------------------------- | ----------------------------------------- | ----------------------------------------- | ----------------------------------------- | ----------------------------------------- | ----------------------------------------- | ----------------------------------------- | ----------------------------------------- | ----------------------------------------- | ----------------------------------------- | ----------------------------------------- | ----------------------------------------- | ----------------------------------------- | ----------------------------------------- | ----------------------------------------- | ----------------------------------------- |
| Positie:                                  | 40                                        | 35                                        | 39                                        | 49                                        | 50                                        | uit                                       | 42                                        | 50                                        | 50                                        | 28                                        | 43                                        | 49                                        | 25                                        | 21                                        | 17                                        | 37                                        | 37                                        | 11                                        | 21                                        | 25                                        | 32                                        | 33                                        | 50                                        | uit                                       |

### Noteringen andere landen
| Land                | pieknotering | aantal weken |
| ------------------- | ------------ | ------------ |
| Frankrijk           | 1            | 21           |
| Noorwegen           | 1            | 16           |
| Zweden              | 1            | 10           |
| Oostenrijk          | 2            | 24           |
| Zwitserland         | 3            | 32           |
| Duitsland           | 4            | 39           |
| Ierland             | 4            | ?            |
| Finland             | 4            | ?            |
| Verenigd Koninkrijk | 10           | 13           |

### NPO Radio 2 Top 2000
| Nummer met noteringen in de NPO Radio 2 Top 2000 | '99 | '00 | '01 | '02 | '03 | '04 | '05 | '06 | '07 | '08 | '09 | '10 | '11 | '12 | '13 | '14 | '15 | '16 | '17 | '18 | '19 | '20 | '21  | '22 | '23 | '24 |
| ------------------------------------------------ | --- | --- | --- | --- | --- | --- | --- | --- | --- | --- | --- | --- | --- | --- | --- | --- | --- | --- | --- | --- | --- | --- | ---- | --- | --- | --- |
| You                                              | 180 | 331 | 320 | 276 | 229 | 364 | 422 | 447 | 493 | 390 | 485 | 519 | 589 | 809 | 767 | 732 | 717 | 694 | 724 | 955 | 905 | 972 | 1007 | 913 | 881 | 919 |

1. ↑  Een vetgedrukt getal geeft de hoogste notering aan.